# Бенжамен
„Бенжамен“ (на френски: Benjamin ou les Mémoires d'un puceau) е френска комедия от 1968 година на режисьора Мишел Девил по негов сценарий в съавторство с Нина Компанез. Главните роли се изпълняват от Пиер Клементи, Мишел Морган, Мишел Пиколи, Катрин Деньов.

## Сюжет
В основата на сюжета е историята на наивен младеж, попаднал във френско провинциално имение от XVIII век.

## В ролите
| Изпълнител    | Роля       |
| ------------- | ---------- |
| Пиер Клементи | Бенжамен   |
| Мишел Морган  | Графиня    |
| Катрин Деньов | Ан         |
| Мишел Пиколи  | Граф Филип |
| Франсин Берже | Марион     |
| Ана Гаел      | Селестин   |
| Катрин Рувел  | Викторин   |
| Жак Дюфилио   | Камил      |

## Награди и номинации
„Бенжамен“ е номиниран за награда „Златен глобус“ за чуждестранен филм.